# Порталес (Нью-Мексико)
Порталес (англ. Portales) — місто (англ. city) на південному заході США, адміністративний центр округу Рузвельт штату Нью-Мексико. Населення — 12 137 осіб (2020).

## Географія
Порталес розташований за координатами 34°10′38″ пн. ш. 103°21′18″ зх. д. / 34.17722° пн. ш. 103.35500° зх. д. (34.177318, -103.355071).  За даними Бюро перепису населення США в 2010 році місто мало площу 18,30 км², з яких 18,29 км² — суходіл та 0,00 км² — водойми. В 2017 році площа становила 20,99 км², з яких 20,99 км² — суходіл та 0,00 км² — водойми.

### Клімат
| Клімат : Порталес     | Клімат : Порталес | Клімат : Порталес | Клімат : Порталес | Клімат : Порталес | Клімат : Порталес | Клімат : Порталес | Клімат : Порталес | Клімат : Порталес | Клімат : Порталес | Клімат : Порталес | Клімат : Порталес | Клімат : Порталес | Клімат : Порталес |
| Показник              | Січ.              | Лют.              | Бер.              | Квіт.             | Трав.             | Черв.             | Лип.              | Серп.             | Вер.              | Жовт.             | Лист.             | Груд.             | Рік               |
| Середній максимум, °C | 12,4              | 15,2              | 19,4              | 24,2              | 28,8              | 32,8              | 33,2              | 32,1              | 29,1              | 23,8              | 17,2              | 11,9              | 23,3              |
| Середній мінімум, °C  | −4,5              | −2,6              | 0,7               | 5,1               | 10,7              | 15,8              | 17,9              | 17,4              | 13,1              | 6,7               | 0,0               | −4,4              | 6,3               |
| Норма опадів, мм      | 15                | 10                | 20                | 19                | 39                | 64                | 64                | 83                | 49                | 42                | 17                | 18                | 440               |
| --------------------- | ----------------- | ----------------- | ----------------- | ----------------- | ----------------- | ----------------- | ----------------- | ----------------- | ----------------- | ----------------- | ----------------- | ----------------- | ----------------- |
| Джерело: NOAA         |                   |                   |                   |                   |                   |                   |                   |                   |                   |                   |                   |                   |                   |

## Демографія
Згідно з переписом 2010 року, у місті мешкало 12 280 осіб у 4527 домогосподарствах у складі 2695 родин. Густота населення становила 671 особа/км².  Було 4968 помешкань (272/км²).
Расовий склад населення:
| - 74,7 % — білих - 2,5 % — чорних або афроамериканців - 1,6 % — корінних американців - 1,2 % — азіатів - 16,1 % — осіб інших рас |

До двох чи більше рас належало 3,8 %. Частка іспаномовних становила 43,0 % від усіх жителів.
За віковим діапазоном населення розподілялося таким чином: 25,6 % — особи молодші 18 років, 63,2 % — особи у віці 18—64 років, 11,2 % — особи у віці 65 років та старші. Медіана віку мешканця становила 27,1 року. На 100 осіб жіночої статі у місті припадало 99,3 чоловіків;  на 100 жінок у віці від 18 років та старших — 96,9 чоловіків також старших 18 років.
Середній дохід на одне домашнє господарство  становив 42 792 долари США (медіана — 32 758), а середній дохід на одну сім'ю — 50 895 доларів (медіана — 38 560). Медіана доходів становила 32 376 доларів для чоловіків та 25 906 доларів для жінок. За межею бідності перебувало 29,1 % осіб, у тому числі 39,5 % дітей у віці до 18 років та 15,4 % осіб у віці 65 років та старших.
Цивільне працевлаштоване населення становило 5033 особи. Основні галузі зайнятості: освіта, охорона здоров'я та соціальна допомога — 34,1 %, роздрібна торгівля — 14,8 %, мистецтво, розваги та відпочинок — 14,2 %.

## Галерея

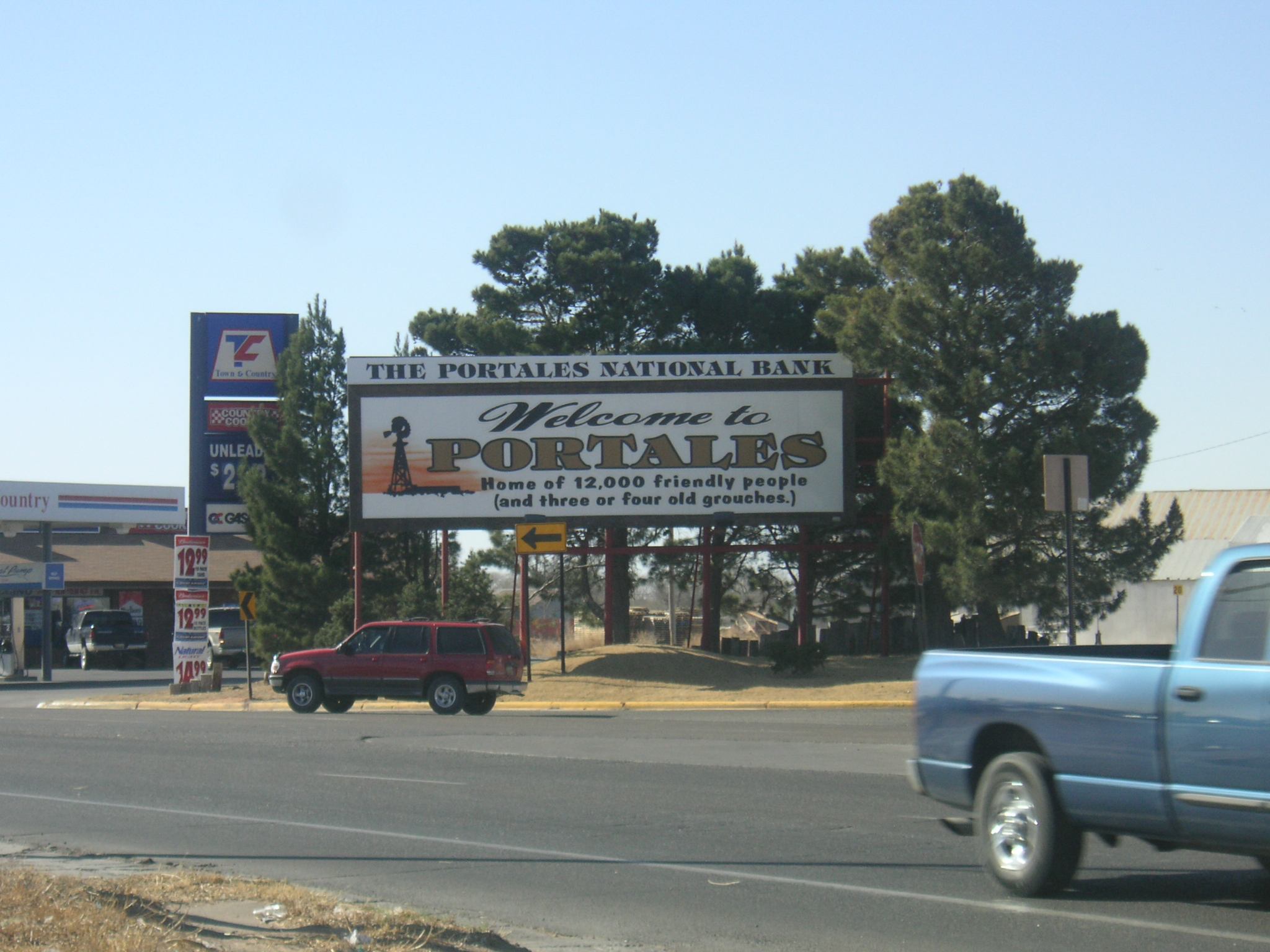
Вітальний знак на в'їзді в місто
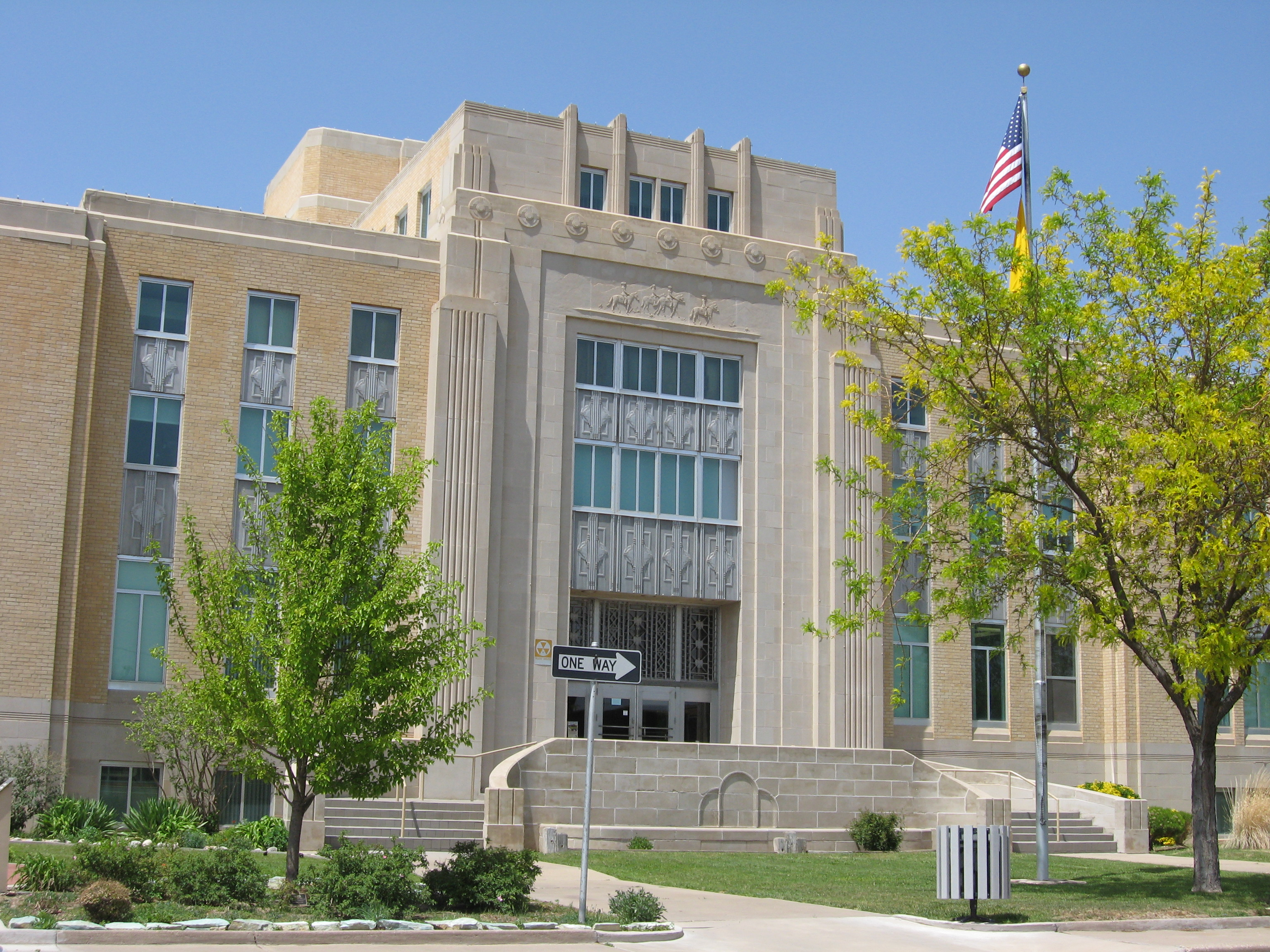
Будівля суду округу Рузвельт
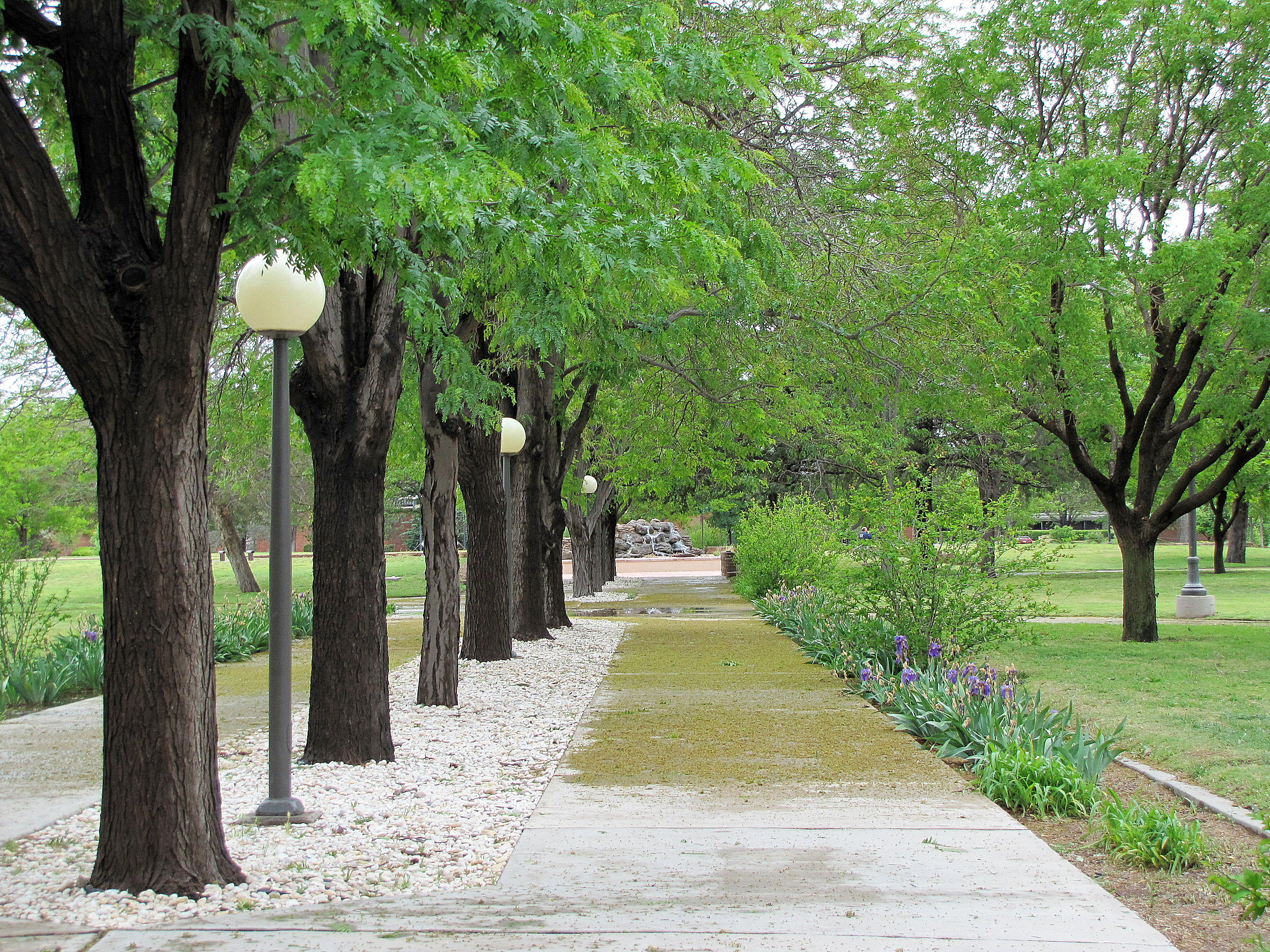
Алея в університеті